# Джен Брюер
Дженіс Кей «Джен» Брюер (англ. Janice Kay «Jan» Brewer; нар. 26 вересня 1944, Голлівуд, Каліфорнія) — американський політик з Республіканської партії, губернатор штату Аризона (2009—2015).
Брюер була членом Палати представників Аризони з 1983 по 1986, членом Сенату штату з 1987 по 1996 і Державним секретарем Аризони з 2003 по 2009.